# Интелигентно неподчинение
Интелигентно неподчинение e навик, към който се приучват кучетата-водачи (главно на хора с увреждания), явяващ се важна част от обучението им и от основна предпоставка за успеха на служебното животно в работата му. Състои се в това, то да се противопоставя директно на инструкциите, давани му от собственика/ползвателя му, в опит да вземе по-добро решение (което в много случаи му се удава и е от особена важност за човека и за самото куче, когато човекът не е в състояние вземе това решение безопасно, още повече - ако следването на указанията му би завършило с тяхната смърт.) Концепцията за интелигентно неподчинение се използва и е основна част от обучението на служебни кучета поне от 1936 г. Някои учени и мениджъри излизат и с предложения и идеи за по-широка употреба на тази техника, включително като модел на човешко поведение.

## При кучетата
Когато незрящ човек/слепец иска да пресече улица и издаде команда/заповед на кучето-асистент да го направи, то (при положение, че е обучено в тази техника, при все че може да го направи и по интуиция) трябва да откаже да се движи, когато подобно действие би поставило човека в опасност. Животното разбира, че това противоречи на друг аспект на заученото от него поведение: да отговаря на командите на собственика. Вместо да го слуша безпрекословно обаче, то взема алтернативно решение, защото човекът не е в състояние да реши безопасно. В този случай кучето разбира, че извършва такова действие за благосъстоянието на човека. Често незрящите поощряват/награждават своите кучета водачи, когато разберат какво се е случило. Такива ситуации се появяват нерядко в ежедневието, например при попадане на обекти, като ниско висящи клони, оставени скутери (и други подобни превозни средства) или неправилно върнати кофи за смет. Кучето обаче не винаги намира по-лесен изход от предприемане на опасно заобикаляне.
Незрящият човек същевременно трябва да може да комуникира с животното по такъв начин, че то да може да разпознае, ако човекът е наясно със заобикалящата го среда и може безопасно да продължи. Ако слепец иска да слезе по стълбище, животно, правилно обучено да проявява интелигентно неподчинение, ще откаже да се движи, освен ако човекът не каже специфична кодова дума/парола или команда, която позволява на животното да знае, че човекът е наясно, че ще слезе по стълбите. Тя ще бъде специфична за стълбища и кучето няма да реагира по същия начин, ако всъщност това е бордюр/праг, тротоар или веранда. При подобни обстоятелства, ако човекът вярва, че е пред стъпало и иска да слезе надолу, но всъщност стои пред опасна пропаст (например товарен док или скала), животното ще откаже да продължи.

## При хората
Айра Чалеф предполага в своята книга от 2015 г. Интелигентно неподчинение: Да правиш правилно, когато това, което ти е казано да направиш, е грешно, че интелигентното неподчинение има място и в други важни области. В първите страници, той споделя, че идеята му е хрумнала, при среща с курсист, който се е занимавал с такава дресура на кучета. 
Методът се смята приложим в разнообразни сфери, като медицина, инженерство и бизнес. Един забележителен пример за прилагане на интелигентно неподчинение при хората е управлението на ресурсите на екипажа (CRM), където полетният екипаж на самолет е насърчаван да докладва на капитана/главния пилот всичко, което изглежда съмнително във връзка със заповед, както и да му се дава допълнителна информация. Предполага се, че това ще се прави с уважение и такт, но при спешност - без церемонии и по-настоятелно, както постъпват кучетата-водачи.
Интелигентното неподчинение също така намира място и в учебни програми, отнасящи се до образоването на децата, относно техните човешки права, като средство да се предпазват от травматичните случаи, когато авторитетни фигури злоупотребяват с властта си. Един от инструментите, изработени с оглед на това, е мнемониката Мигни! Помисля! Избери! Произнеси се!, сходна с простата техника за пожарна безопасност „Спри, падни и се търкаляй“ (включва и допълнителна стъпка - Скрий! - състояща се в закриване на очите), служеща за потушаване на огън разгорял се по дрехите и преподавана на деца в повечето англоезични страни.